# Listriella orientalis
Listriella orientalis is een vlokreeftensoort uit de familie van de Liljeborgiidae. De wetenschappelijke naam van de soort is voor het eerst geldig gepubliceerd in 1985 door Hirayama.